# تپه بسارجان
تپه بسارجان مربوط به دوره هخامنشی است و در شهرستان بیضا، بخش بیضا، دهستان بیضا، ۵۰۰ متری شمال روستای بسارجان واقع شده و این اثر در تاریخ ۳۰ بهمن ۱۳۸۶ با شمارهٔ ثبت ۲۰۹۳۷ به‌عنوان یکی از آثار ملی ایران به ثبت رسیده است.